# Відчайдушні домогосподарки
«Відчайдушні домогосподарки» (англ. Desperate Housewives) — американський телесеріал, створений Марком Черрі та спродюсований «Ей-Бі-Сі Студіос» та «Черрі Продакшнз».
Дії серіалу відбуваються на Вістерія Лейн (Гліцинієва Алея), що розташована у вигаданому містечку Феарв'ю. Розповідається про життя кількох жінок від імені їхньої померлої сусідки Мері Еліс: вони стикаються з домашнім насиллям, ведуть сімейне життя і виявляють таємниці та злочини, сховані в начебто ідеальному районі на околиці міста. Ідею серіалу певною мірою було почерпнуто з фільму «Краса по-американськи». Оповідь у серіалі ведеться Брендою Стронг, яка виступає в ролі померлої Мері Еліс Янг та час-від-часу з'являється у флешбеках чи снах героїв.
У серіалі знімались: Тері Гетчер у ролі Сьюзен Меєр, Фелісіті Гаффман у ролі Ліннет Скаво, Марсія Кросс у ролі Брі Ван де Камп та Єва Лонгорія у ролі Ґабрієль Соліс. Продюсери: Марк Черрі, Боб Дейлі, Джордж В. Реккінс та Джої Мерфі.
Прем'єра серіалу відбулася на каналі «Ей-Бі-Сі» 3 жовтня 2004 року. Шоу здобуло схвальні відгуки критиків та глядачів. У квітні 2007 року «Відчайдушні домогосподарки» стали найпопулярнішим телесеріалом у світі з глядацькою аудиторією, яка налічує 120 млн, а також здобули максимальні перегляди щонайменше у 20 країнах. Серіал здобув і низку нагород, зокрема Еммі, Золотий глобус, Премію Гільдії кіноакторів. З 2004 до 2009 року серіал займав місце у десятці найпопулярніших серіалів на американському ТБ. За даними вимірювань Eurodata Tv, «Відчайдушні домогосподарки» утримували поул-позицію переглядів міжнародною аудиторією на всіх континентах з 2006 року.

## Виробництво
Ідея серіалу виникла у Марка Черрі, коли він дивився з мамою сюжет новин про матір-вбивцю власних дітей Андреа Єйтс. Сам Черрі став відомим як продюсер та сценарист хітового комедійного телесеріалу каналу Тачстоун Телевіжн «Золоті дівчата» та його наступника «Золотий Палац». Спершу проектом Черрі не цікавився жоден телеканал — HBO, CBS, NBC, Fox, Showtime та Lifetime відкинули його пропозицію. І лише Ллойд Браун та Сьюзен Лайн з каналу АВС таки дали зелене світло серіалу.
Канал спершу не був задоволений назвою проєкту та пропонував змінити її на «Вістерія Лейн» або ж «Таємні життя домогосподарок», але 23 жовтня 2003 року «Відчайдушні домогосподарки» представили як нову мильну оперу прайм тайму.
18 травня 2004 року АВС оголосили плани на 2004—2005 роки. Після показу лише трьох серій, 20 жовтня канал повідомив, що разом з «Загубленими», «Відчайдушні домогосподарки» матимуть повноцінний сезон.
11 лютого 2008 року АВС додав серіал у програму телесезону 2008—2009 років. Перша серія 5 сезону вийшла на екрани 28 вересня 2008 року. Шостий сезон розпочався 27 вересня наступного року. 18 травня 2010 року канал АВС повідомив про те, що сьомий сезон серіалу вийде на екрани восени того ж року, а в серпні 2011 року було підтверджено, що восьмий сезон «Відчайдушних домогосподарок» стане останнім.

## Зйомки
Вістерія Лейн — це, в основному, декорації, але серед них є й кілька справжніх будинків, розташованих у павільйоні Юніверсал Студіос Голлівуд. Працівники називають її Колоніал-стріт, оскільки декорації використовувалися для кількох фільмів та телесеріалів з середини 40-х років. У другому сезоні вулиця зазнала великих змін. Були демонтовані церкву та один маєток для того, щоб помістити парк та будинок Іді.

## Епізоди
| Сезон | Сезон | Епізодів | Оригінальні покази | Оригінальні покази |
| Сезон | Сезон | Епізодів | Прем'єра           | Фінал              |
| ----- | ----- | -------- | ------------------ | ------------------ |
|       | 1     | 23       | 3 жовтня 2004      | 22 травня 2005     |
|       | 2     | 24       | 25 вересня 2005    | 21 травня 2006     |
|       | 3     | 23       | 24 вересня 2006    | 20 травня 2007     |
|       | 4     | 17       | 30 вересня 2007    | 18 травня 2008     |
|       | 5     | 24       | 28 вересня 2008    | 17 травня 2009     |
|       | 6     | 23       | 27 вересня 2009    | 16 травня 2010     |
|       | 7     | 23       | 26 вересня 2010    | 15 травня 2011     |
|       | 8     | 23       | 25 вересня 2011    | 13 травня 2012     |

## Зміст сезонів

### Перший сезон
Перший сезон вийшов на екрани 3 жовтня 2004 року. У ньому дебютували центральні героїні шоу: Сьюзен Меєр, Лінетт Скаво, Брі Ван де Камп та Ґабріель Соліс, а також їхні сім'ї та сусіди на Вістерія Лейн. Головною загадкою сезону є раптове самогубство Мері Еліс Янг та участь її чоловіка й сина у подіях, що до нього призвели. Брі намагається зберегти свій шлюб, Ліннет не може впоратися з вимогливими дітьми, Сьюзен бореться з Іді Брітт за увагу нового сусіда Майка Делфіно, Ґабрієль намагається приховати від чоловіка Карлоса свою інтрижку з садівником, Джоном Роулендом. У кінці сезону Рекс, чоловік Брі, помирає, думаючи, його отруїла власна дружила, Джон сам розповідає Карлосу про його роман з Ґабі, Том звільняється з роботи, і сім'ю тепер утримує Ліннет, а Майк потрапляє в небезпеку, в якій його може застрелити власний син.

### Другий сезон
Перша серія другого сезону вийшла на екрани 25 вересня 2005 року. Центральною загадкою стала нова сусідка — Бетті Епплвайт, яка поселилась на Вістерія Лейн серед ночі. Протягом сезону Брі намагається звикнути до статусу вдови, не усвідомлюючи, що зустрічається з чоловіком, який отруїв Рекса, бореться з алкоголізмом, і дає прірві поколінь між нею і сином розростись до катастрофічних масштабів. Особисте життя Сюзен все більше ускладнюється, коли її колишній чоловік заручається з Іді, яка стає п'ятою повноцінною героїнею серіалу. Лінетт повертається в рекламний бізнес і стає босом власного чоловіка. Габріель вирішує бути вірною чоловікові і планує народити дитину. В останній серії Майк стикається з зубним лікарем Сьюзен, Орсоном, який стане чоловіком Брі в наступному сезоні.

### Третій сезон
Третій сезон вийшов в ефір 24 вересня 2006 року. Брі Ван де Камп одружується з Орсоном Ходжем, чиє минуле і зв'язок з вбивством стає головною загадкою половини сезону. Коли раптом з'являється позашлюбна дочка чоловіка Ліннет, остання намагається звикнути до ще однієї дитини в домі. Габріель проходить через важке розлучення, але новий мер Феарв'ю стає її коханням. Іді отримує шанс на стосунки з Майком, який страждає від амнезії, а Сьюзен переїжджає до красивого англійця, чия дружина перебуває в комі. У сезоні розкриваються сімейні стосунки Іді. Стрілянина поблизу продуктового магазину позбавляє життя двох героїв і змінює все назавжди.

### Четвертий сезон
Четвертий сезон стартував 30 вересня 2007 року. Головною загадкою стала нова сусідка — Кетрін Мейфер — та її сім'я, яка повернулася до Вістерія Лейн через 12 років. Її дочка нічого не пам'ятає про життя на Вістерія Лейн. Ліннет бореться з раком, Габрієль заводить роман з уже колишнім чоловіком Карлосом, Сьюзен та Майк насолоджуються сімейним життям та дізнаються, що у них буде дитина, Брі обманює всіх, що вона вагітна, і планує видати незаконно народжену дитину своєї дочки за власну, а Іді знаходить нове кохання, Карлоса. Гомосексуальна пара з Чикаго — Лі (Кевін Рам) та Боб (Так Воткінс) — поселяються на Вістерія Лейн у будинок, у якому колись жила Бетті Епплвайт, а також Глорія та Ельма Годж. Виникає загроза того, що торнадо все знищить, і домогосподарки тримаються разом. В останній серії сезону колишній чоловік Кетрін вбиває людей та помирає сам, а в останню хвилину дія переноситься на 5 років вперед: Брі є успішною письменницею-кулінаром, її син працює на неї, у Габріель з'явились діти, близнюки Ліннет доросли до того, щоб водити машину, а у Сьюзен є новий коханець (Гейл Гарольд), — але що трапилось з Майком?

### П'ятий сезон
П'ятий сезон розпочався 28 вересня 2008 року. Події відбуваються через 5 років після попереднього з флешбеками про те, що трапилось за цей час. Таємниця розгортається навколо нового чоловіка Іді Брітт, Дейва Вільямса, роль якого виконує Ніл МакДоноу. Він хоче помститися комусь із Вістерія Лейн (пізніше виявляється, що це Майк Дельфіно та Сьюзен). Сьюзен звикає до ролі самотньої матері та заводить роман з Джексоном (Гейл Гарольд). Ліннет і Том дізнаються, що їхній син має інтрижку з одруженою жінкою, нічний клуб чоловіка якої згоряє до тла разом зі всіма сусідами з Вістерія Лейн. Карлос та Габріель мають проблеми з дочками Хуанітою та Сілією, до Карлоса повертається зір. У Брі та Орсона виникають проблеми, бо Брі зосереджена на власній кар'єрі, а Орсон починає красти у сусідів. Орсон опиняється на вулиці, коли Іді втікає з дому, дізнавшись, що Дейв — божевільний, який планує вбити Майка та всіх його рідних; Іді звертає, щоб його не збити та врізається у лінію електропередач, потім виходить з машини і помирає від удару струмом, так і не встигнувши нікому розповісти, що Дейв переїхав до Ферв'ю тільки для того, щоб помститися за смерть дружини та дочки. Згодом Сьюзен зізнається, що вона, а не Майк, була за кермом авто, яке проїхало на знак стоп, бо той перехилився на темну частину вулиці. Але Дейв змінює свій план помсти і вітається з ЕмДжеєм, Майком та сином Сьюзен.

### Шостий сезон
Шостий сезон стартував 27 вересня 2009 року. Перша половина сезону складалася з конфліктів між Ліннет та Габрієль, оскільки Ліннет намагалася подати в суд на Карлоса. На Джулі напали невідомі, Кетрін зривається через те, що Майк пішов до Сьюзен, а у Брі роман з Карлом. Усе закінчується трагічно, коли літак врізається в них й Орсона. У другій частині сезону Кетрін експериментує у сексі, у Брі виникає конфлікт з її прийомним сином Семом, а також Ендрю після розв'язання загадки сім'ї Боленів.

### Сьомий сезон
Сьомий сезон виходить на екрани у вересні 2010 року. Брі розповідає Габі про те, що це Ендрю збив Хуаніту Соліс кілька років тому. Лінетт і Том стикаються з новими проблемами після появи в сім'ї п'ятої дитини. Сьюзен і Майк змушені виїхати з Вістерія-Лейн, здавши свій затишний будиночок. Крім того, на Вістерія-Лейн повертається Пол Янг — у чоловіка свої плани щодо мешканців вулички. На Вістерія-Лейн поселяється нова домогосподарка. Крім того, дві родини дізнаються, що виховували чужих дітей.

### Восьмий сезон
Улітку 2011 несподівано для усіх стало відомо, що 8 сезон стане останнім для серіалу. Сезон розпочався 25 вересня у США. У восьмому сезоні на глядачів чекала нова заплутана містерія, яка стосується всіх чотирьох подруг: Брі, Сьюзен, Ліннет і Габріель. Подруги посваряться, нароблять помилок, але, звісно ж, повернуться до своєї багаторічної дружби — їм ніщо не стане на заваді. У восьмому сезоні також з'явиться новий герой — сусід подруг на Вістерія Лейн — Бен, який в останній серії сезону обміняється обручкою з однією з героїнь. Сюрприз приготувала для своєї мами Джулі Майєр і, як виявиться невдовзі, для ще однієї героїні. У восьмому сезоні також продовжуватиме брати участь Рене Перрі у виконанні Ванеси Вільямс, яка певним чином замінить Ідді Брі. Ліннет і Том переживатимуть кризу у стосунках і двоє з героїв серіалу, на жаль, покинуть його.

## Кастинг
Першою, хто отримав роль, була Єва Лонгорія Паркер (9 лютого 2004), згодом на свої ролі були затверджені Фелісіті Гаффман (10 лютого), Тері Гетчер (18 лютого), Джеймс Дентон і Рікардо Антоніо Чавіра (26 лютого), Марша Крос (1 березня), Шеріл Лі, Марк Мозес, і Коді Кеш (3 березня), Андреа Бовен і Кайл Сірлс (4 березня) та Майкл Райлі Берк (8 березня).
18 травня 2004 року Відчайдушні Домогосподарки ввійшли в програму каналу АВС на 2004—2005 роки, з 12 основними акторами. 2 липня після зйомок першого пілоту, АВС повідомили, що Лі, Сірлз, Б'юрк будуть замінена Брендою Стронг, Джессі Меткафом та Стівеном Калпом. Лі було звільнено у зв'язку зі зміною персонажу Мері Еліс, а Сірлз пішов через брак пристрасті в зіграних сценах між ним і його серіальною коханою, Євою Лонгорією.

## Головні ролі

### Домогосподарки
- Мері Еліс Янг (оповідач) — Бренда Стронг
- Сюзен Мейер — Тері Гетчер
- Лінет Скаво — Фелісіті Гаффман
- Брі Ходж-Ван Де Камп — Марсія Кросс
- Габріель Соліс — Єва Лонгорія
- Ідді Бріт — Ніколет Шерідан
- Кетрін Мейфер — Дана Ділейні
- Робін Галлахер — Джулі Бенц
- Карен Макласкі — Кетрін Джустен
- Енджі Болен — Дреа де Маттео
- Рені Пері — Ванесса Вільямс
- Бет Янг — Емілі Бергл

### Інші персонажі
- Майк Делфіно — Джеймс Томас Дентон
- Том Скаво — Дуг Севан
- Орсон Ходж — Кайл Маклахлен
- Ендрю Ван Де Камп — Шон Пайфрум
- Карлос Соліс — Рікардо Антоніо Чавіра
- Барбара Фінн — Еріка Еленьяк
- Альма Годж — Валері Махаффей

## Нагороди та номінації
Перший сезон серіалу здобув 6 Еммі, 2 Золоті Глобуси та 2 Премії Гільдії Телеакторів. Номінації усіх головних героїнь, крім Єви Лонгорії, на Еммі та два Золотих Глобуси, привернули увагу медіа. Фелісіті Гаффман здобула Еммі, а Тері Гетчер дістався Золотий Глобус та Премія Гільдії Телеакторів. Другий Золотий Глобус був вручений у номінації «Найкращий комедійний серіал», а інші Еммі дісталися Кетрін Джустен за Карен МакКласкі, Чарльзу МакДугалу за режисуру пілотної серії, Денні Елфмену за музику в заставці, а також монтаж пілотної серії та кастинг. Усьому акторському складу була вручена Премія Гільдії Телеакторів, а Ніколетт Шерідан номінувалась на Золотий Глобус як Акторка другого плану.
2006 року серіалу знову дістався Золотий глобус у номінації «Найкращий комедійний серіал», а усі чотири головні героїні були номіновані, хоча жодна не перемогла. Фелісіті Гаффман була нагороджена Премією Гільдії Телеакторів, а також цілий акторський склад здобув цю премію.
2007 року Фелісіті Гаффман була вдруге номінована на Еммі, так само як і Лорі Меткаф і Діксі Картер. Серіал у цілому, а також Марша Крос були номіновані на Золотий Глобус, а Гаффман здобула номінацію на Премію Гільдії Телеакторів. Серіал не мав перемоги в жодній номінації.
2008 році серіал не здобув жодної номінації на Золотий Глобус, і лише акторський склад був номінований на Премію Гільдії Телеакторів. Шоу отримало 4 номінації на Еммі, зокрема за ролі, які виконали Поллі Берген та Кетрін Джустен. Джустен перемогла у номінації і здобула сьому Еммі для серіалу загалом, і першу з часу дебютного сезону.
Інші нагороди налічують People's Choice Award 2005 за Найкращу нову теледраму, Future Classic Award у рамках TV Land Awards 2005 та Золоту Німфу на телефестивалі в Монте-Карло у 2007 році.

## Трансляція в Україні
Прем'єра в Україні відбулася 6 березня 2006 року на каналі «ICTV». Телеканал показав 1—2 сезони серіалу. Назва вулиці, на якій мешкають домогосподарки, була перекладена як Гліцинієва Алея (Вістерія Лейн).
1—2 сезони «Новий канал» придбав у «ICTV» (з оригінальною доріжкою під час показу фінальних титрів, де закадрова озвучка мовила хто і для кого переклав). 3—7 сезони транслювалися на «Новому каналі», а 8 сезон — на «К1». Повторні покази транслювалися на каналі «ОЦЕ ТБ».

## Дубляж та закадрове озвучення

### Дубляж та багатоголосе закадрове озвучення студії «Так Треба Продакшн» (1—2 і 8 сезони)
Ролі дублювали і озвучували: Владислав Пупков, Віталій Дорошенко, Борис Вознюк, Ярослав Чорненький, Анатолій Пашнін, Юрій Гребельник, Олег Стальчук, Сергій Ладесов, Володимир та Дмитро Терещуки, Роман Семисал, Юрій Ребрик, Наталя Надірадзе, Людмила Чиншева, Ірина Дорошенко, Валентина Сова, Олена Бліннікова, Наталя Поліщук, Тетяна Зіновенко, Інна Капінос

### Багатоголосе закадрове озвучення телекомпанії «Новий канал» (3—7 сезони)
Ролі озвучували: Євген Пашин, Дмитро Завадський, Михайло Кришталь, Володимир Терещук, Михайло Тишин, Тетяна Антонова, Ольга Радчук, Наталя Ярошенко, Наталя Романько-Кисельова, Юлія Перенчук